# António de Sousa Franco
António Luciano Pacheco de Sousa Franco (ur. 21 września 1942 w Oeiras, zm. 9 czerwca 2004 w Matosinhos) – portugalski polityk, prawnik i nauczyciel akademicki, profesor, w latach 1979–1980 i 1995–1999 minister finansów.

## Życiorys
Z wykształcenia prawnik, absolwent Uniwersytetu Lizbońskiego. W 1972 uzyskał doktorat z nauk prawnych i ekonomicznych. Pracował jako nauczyciel akademicki, od 1980 jako profesor prawa na wydziale prawa macierzystej uczelni. Od 1979 do 1985 kierował radą dyrektorów tego wydziału. Był autorem publikacji poświęconych m.in. prawu finansowemu.
W 1974 dołączył do Partii Socjaldemokratycznej. W 1976 został sekretarzem stanu w resorcie finansów. Wchodził w skład kierownictwa PSD, a od kwietnia 1977 do kwietnia 1978 pełnił funkcję przewodniczącego tego ugrupowania. W 1979 zrezygnował z członkostwa w partii. Był posłem do Zgromadzenia Republiki I i II kadencji. W latach 1979–1980 zajmował stanowisko ministra finansów w rządzie Marii de Lourdes Pintasilgo.
Działał w ugrupowaniu Acção Social Democrata Independente, nawiązał współpracę z Partią Socjalistyczną. W 1986 objął funkcję prezesa Trybunału Obrachunkowego. Od 1995 do 1999 ponownie był ministrem finansów, wchodząc w skład gabinetu Antónia Guterresa. W 2004 został liderem listy wyborczej socjalistów w wyborach do Europarlamentu. Zmarł w trakcie kampanii wyborczej na atak serca na kilka dni przed wyborami.
W 2005 pośmiertnie odznaczony Krzyżem Wielkim Orderu Świętego Jakuba od Miecza.